# Miassit
Miassit (auch Prassoit) ist ein sehr selten vorkommendes Mineral aus der Mineralklasse der „Sulfide und Sulfosalze“ mit der chemischen Zusammensetzung Rh17S15 und ist damit chemisch gesehen ein Rhodiumsulfid. Es kristallisiert im kubischen Kristallsystem.
Miassit wurde bisher nur in Form undurchsichtiger und abgerundeter Körner von etwa 70 × 100 μm von grauer Farbe gefunden.

## Etymologie und Geschichte
Erstmals entdeckt wurde Miassit 1981 am Fluss Miass bei Tscheljabinsk (englisch Chelyabinsk) im südlichen Ural in Russland und beschrieben durch S. N. Britvin, N. S. Rudashevsky, A. N. Bogdanova und D. K. Shcherbachev, die das Mineral nach seiner Typlokalität benannten und ihre Mineralbeschreibung 1997 zur Prüfung auf Eigenständigkeit bei der International Mineralogical Association (IMA/CNMNC) einreichten (Register-Nr. IMA 1997-029). Anerkannt wurden das Mineral und der gewählte Name noch im selben Jahr. Die Publikation der Erstbeschreibung folgte 2001. Die ebenfalls von der IMA/CNMNC anerkannte Kurzbezeichnung (auch Mineral-Symbol) von Miassit lautet „Mia“.
Britvin et al. bemerkten allerdings während ihrer Untersuchungen, dass dieselbe Substanz bereits 1970 unter dem Namen Prassoit bei der IMA/CNMNC zur Prüfung vorgelegt worden war (Register-Nr.: IMA 1970-041), gingen jedoch bei ihrem Antrag davon aus, dass das Mineral nicht anerkannt wurde. Tatsächlich war nach einem schriftlichen Kommentar von L. J. Cabri 2002 der erste Antrag für Prassoit aber im April 1971 anerkannt. Die Analyseergebnisse und der anerkannte Name wurden aber wohl nie veröffentlicht, daher wurde der Name Prassoit 2003 zugunsten des Namens Miassit diskreditiert.
Das Typmaterial zum Miassit wird im Bergbaumuseum der Staatlichen Bergbau-Universität (englisch Mining Museum, Abkürzung MM) von Sankt Petersburg unter der Sammlungs-Nummer 3073/2 aufbewahrt. Dem Typmineral-Katalog der IMA kann sich Typmaterial des Minerals auch in der Mineralogischen Sammlung der Geologischen Fakultät der Staatlichen Universität Sankt Petersburg (englisch St. Petersburg State University, Department of Geology; Abkürzung UDG) befinden. Eine Sammlungs-Nummer ist dort allerdings nicht angegeben.

## Klassifikation
Da der Miassit erst 1997 als eigenständiges Mineral anerkannt wurde, ist er in der seit 1977 veralteten 8. Auflage der Mineralsystematik nach Strunz noch nicht verzeichnet.
In der zuletzt 2018 überarbeiteten Lapis-Systematik nach Stefan Weiß, die formal auf der alten Systematik von Karl Hugo Strunz in der 8. Auflage basiert, erhielt das Mineral die System- und Mineralnummer II/B.16-080. Dies entspricht der Klasse der „Sulfide und Sulfosalze“ und dort der Abteilung „Sulfide mit dem Stoffmengenverhältnis Metall : S,Se,Te > 1 : 1“, wo Miassit zusammen mit Argentopentlandit, Cobaltpentlandit, Geffroyit, Manganshadlunit, Palladseit, Pentlandit und Shadlunit die „Pentlanditgruppe“ mit der Systemnummer II/B.16 bildet.
Die von der IMA/CNMNC zuletzt 2009 aktualisierte 9. Auflage der Strunz’schen Mineralsystematik ordnet den Miassit ebenfalls in die Abteilung der „Metallsulfide, M : S > 1 : 1 (hauptsächlich 2 : 1)“ ein. Diese ist allerdings weiter unterteilt nach der in der Verbindung vorherrschenden Metalle, so dass das Mineral entsprechend seiner Zusammensetzung in der Unterabteilung „mit Rhodium (Rh), Palladium (Pd), Platin (Pt) usw.“ zu finden ist, wo es nur noch zusammen mit Palladseit eine unbenannte Gruppe mit der Systemnummer 2.BC.05 bildet.
In der vorwiegend im englischen Sprachraum gebräuchlichen Systematik der Minerale nach Dana hat Miassit die System- und Mineralnummer 02.16.19.02. Dies entspricht ebenfalls der Klasse der „Sulfide und Sulfosalze“ und dort der Abteilung „Sulfidminerale“. Hier ist er zusammen mit Palladseit in der „Palladseitgruppe“ mit der Systemnummer 02.16.19 innerhalb der Unterabteilung „Sulfide – einschließlich Seleniden und Telluriden – mit verschiedenen Formeln“ zu finden.

## Kristallstruktur
Miassit kristallisiert kubisch in der Raumgruppe Pm3m (Raumgruppen-Nr. 221) mit dem Gitterparameter a = 9,91 Å sowie zwei Formeleinheiten pro Elementarzelle.

## Bildung und Fundorte
Gefunden wurde Miassit als Inklusion (Einschluss) in Isoferroplatin in einem Schwermineral-Konzentrat zusammen mit Cuprorhodsit, Bowieit, Vasilit, Cooperit und Keithconnit.
Als seltene Mineralbildung konnte Miassit nur in wenigen Proben nachgewiesen worden, wobei weltweit bisher etwas mehr als 10 Fundorte dokumentiert sind (Stand 2023). Außer an seiner Typlokalität Miass im südlichen Ural trat das Mineral in Russland noch im Uktus-Komplex nahe Jekaterinburg in der Oblast Swerdlowsk (östlicher Ural) auf.
Weitere Fundorte sind die ehemalige Kiesgrube „Konstantinovo“ (auch Novoseltsi) bei Kameno in Bulgarien, die „Thetford-Minen“ in der Region Chaudière-Appalaches (Québec) und Burwash Creek bei Kluane (Yukon) in Kanada, die „Tiébaghi-Mine“ im Tiébaghi-Massiv nahe der Gemeinde Koumac und eine Ophiolith-Fundstätte auf der Île Ouen in Neukaledonien (französisches Überseegebiet), eine Seifenlagerstätte am Fluss Haraigawa nahe Misato-machi (Saitama) in Japan, ein geschichteter Gabbrokomplex bei Freetown in Sierra Leone, der Bushveldkomplex sowie die „Maandagshoek Farm“ bei Burgersfort und die „Onverwacht Mine“ bei Steelpoort in der südafrikanischen Provinz Limpopo und „Platinum Creek“ bei Platinum im Bethel Census Area im US-Bundesstaat Alaska.